# 松浦静軒
松浦 静軒（まつうら せいけん、男性、生没年不詳）は、江戸時代中期の日本の篆刻家である。
本姓は今井氏。名を忠高、静軒は号。通称は松浦七郎左衛門。

## 略伝
信濃国今井村に生まれたので今井姓を名乗った。のちに安芸の毛利家に仕官。その後、職を辞して母方の姓を名乗り、農商となる。長崎に移住後、出家して静軒と号する。
読書・文芸を好み、書や篆刻に優れた。とりわけ篆刻は、篆書・篆法に精しく、その奥義を細井広沢に伝授した。子の今井順斎も鉄筆を揮った。